# جوستين برنتيس
جوستين برنتيس (بالإنجليزية: Justin Prentice)‏ هو ممثل أمريكي اشتهر بشخصية برايس في مسلسل ثلاثة عشر سببا (مسلسل) من إنتاج نتفليكس.

## روابط خارجية
- جوستين برنتيس على موقع IMDb (الإنجليزية)
- جوستين برنتيس على موقع قاعدة بيانات الفيلم (الإنجليزية)